# بلومفونتين
مدينة بلومفونتاين (بالهولندية Bloemfontein) هي عاصمة مقاطعة فري ستيت في جنوب أفريقيا، وإحدى العواصم الثلاث للدولة، حيث تعتبر عاصمة للسلطة القضائية. يعني اسمها بالهولندية «نافورة الزهور». تسمى بلغة السوتو (إحدى لغات البانتو المتداولة في جنوب إفريقيا) باسم «مانغاونغ»، أي «مكان الفهود». تعرف المدينة شعبياً باسم «مدينة الورود»، وتعداد سكانها 369568 نسمة. وهي إحدى المدن التي استضافت بطولة كأس العالم لكرة القدم 2010.

## المناخ
يظهر الجدول التالي التغييرات المناخية على مدار السنة لبلومفونتين:
| البيانات المناخية لـبلومفونتين                           | البيانات المناخية لـبلومفونتين | البيانات المناخية لـبلومفونتين | البيانات المناخية لـبلومفونتين | البيانات المناخية لـبلومفونتين | البيانات المناخية لـبلومفونتين | البيانات المناخية لـبلومفونتين | البيانات المناخية لـبلومفونتين | البيانات المناخية لـبلومفونتين | البيانات المناخية لـبلومفونتين | البيانات المناخية لـبلومفونتين | البيانات المناخية لـبلومفونتين | البيانات المناخية لـبلومفونتين | البيانات المناخية لـبلومفونتين |
| الشهر                                                    | يناير                          | فبراير                         | مارس                           | أبريل                          | مايو                           | يونيو                          | يوليو                          | أغسطس                          | سبتمبر                         | أكتوبر                         | نوفمبر                         | ديسمبر                         | المعدل السنوي                  |
| -------------------------------------------------------- | ------------------------------ | ------------------------------ | ------------------------------ | ------------------------------ | ------------------------------ | ------------------------------ | ------------------------------ | ------------------------------ | ------------------------------ | ------------------------------ | ------------------------------ | ------------------------------ | ------------------------------ |
| الدرجة القصوى °م (°ف)                                    | 39.3 (102.7)                   | 38.9 (102.0)                   | 34.7 (94.5)                    | 33.3 (91.9)                    | 29.5 (85.1)                    | 24.5 (76.1)                    | 24.1 (75.4)                    | 28.6 (83.5)                    | 33.6 (92.5)                    | 34.8 (94.6)                    | 36.6 (97.9)                    | 37.7 (99.9)                    | 39.3 (102.7)                   |
| الحد الأقصى المتوسط °م (°ف)                              | 35.3 (95.5)                    | 33.6 (92.5)                    | 31.7 (89.1)                    | 28.1 (82.6)                    | 24.9 (76.8)                    | 21.6 (70.9)                    | 22.0 (71.6)                    | 26.3 (79.3)                    | 30.3 (86.5)                    | 32.4 (90.3)                    | 33.9 (93.0)                    | 34.9 (94.8)                    | 36.1 (97.0)                    |
| متوسط درجة الحرارة الكبرى °م (°ف)                        | 30.8 (87.4)                    | 28.8 (83.8)                    | 26.9 (80.4)                    | 23.1 (73.6)                    | 20.1 (68.2)                    | 16.8 (62.2)                    | 17.4 (63.3)                    | 20.0 (68.0)                    | 24.0 (75.2)                    | 26.1 (79.0)                    | 28.1 (82.6)                    | 30.1 (86.2)                    | 24.4 (75.9)                    |
| المتوسط اليومي °م (°ف)                                   | 22.8 (73.0)                    | 21.4 (70.5)                    | 19.2 (66.6)                    | 14.9 (58.8)                    | 10.7 (51.3)                    | 6.9 (44.4)                     | 7.2 (45.0)                     | 10.1 (50.2)                    | 14.6 (58.3)                    | 17.5 (63.5)                    | 19.9 (67.8)                    | 21.9 (71.4)                    | 15.6 (60.1)                    |
| متوسط درجة الحرارة الصغرى °م (°ف)                        | 15.3 (59.5)                    | 14.7 (58.5)                    | 12.4 (54.3)                    | 7.7 (45.9)                     | 2.5 (36.5)                     | −1.5 (29.3)                    | −1.9 (28.6)                    | 0.5 (32.9)                     | 5.2 (41.4)                     | 9.1 (48.4)                     | 11.7 (53.1)                    | 13.8 (56.8)                    | 7.5 (45.5)                     |
| الحد الأدنى المتوسط °م (°ف)                              | 9.9 (49.8)                     | 8.9 (48.0)                     | 6.2 (43.2)                     | 0.9 (33.6)                     | −3.2 (26.2)                    | −6.6 (20.1)                    | −6.7 (19.9)                    | −5.7 (21.7)                    | −2.3 (27.9)                    | 1.1 (34.0)                     | 5.6 (42.1)                     | 7.7 (45.9)                     | −7.8 (18.0)                    |
| أدنى درجة حرارة °م (°ف)                                  | 5.6 (42.1)                     | 4.3 (39.7)                     | 0.8 (33.4)                     | −2.6 (27.3)                    | −8.7 (16.3)                    | −9.1 (15.6)                    | −9.6 (14.7)                    | −9.7 (14.5)                    | −6.7 (19.9)                    | −2.9 (26.8)                    | −0.1 (31.8)                    | 3.3 (37.9)                     | −9.7 (14.5)                    |
| الهطول مم (إنش)                                          | 83 (3.3)                       | 111 (4.4)                      | 72 (2.8)                       | 56 (2.2)                       | 17 (0.7)                       | 12 (0.5)                       | 8 (0.3)                        | 15 (0.6)                       | 24 (0.9)                       | 43 (1.7)                       | 58 (2.3)                       | 60 (2.4)                       | 559 (22.0)                     |
| متوسط أيام هطول الأمطار (≥ 1.0 mm)                       | 11                             | 11                             | 11                             | 9                              | 4                              | 3                              | 2                              | 3                              | 4                              | 7                              | 9                              | 10                             | 84                             |
| متوسط الرطوبة النسبية (%)                                | 55                             | 62                             | 64                             | 66                             | 62                             | 62                             | 57                             | 50                             | 46                             | 50                             | 52                             | 52                             | 57                             |
| ساعات سطوع الشمس الشهرية                                 | 296.3                          | 247.9                          | 258.6                          | 250.2                          | 266.0                          | 249.9                          | 272.6                          | 285.9                          | 278.0                          | 290.9                          | 296.5                          | 319.5                          | 3٬312٫3                        |
| المصدر #1: NOAA                                          |                                |                                |                                |                                |                                |                                |                                |                                |                                |                                |                                |                                |                                |
| المصدر #2: South African Weather Service (precipitation) |                                |                                |                                |                                |                                |                                |                                |                                |                                |                                |                                |                                |                                |

## أعلام
- يوهانس براند
- زولا بود
- دانيال دو توا
- جون رونالد تولكين
- شارل روبيرت سوارت
- إل جاي فان زيل
- إرنست ليونارد جونسون
- إستر براند
- برام فيشر